# بایندینگ اسکی

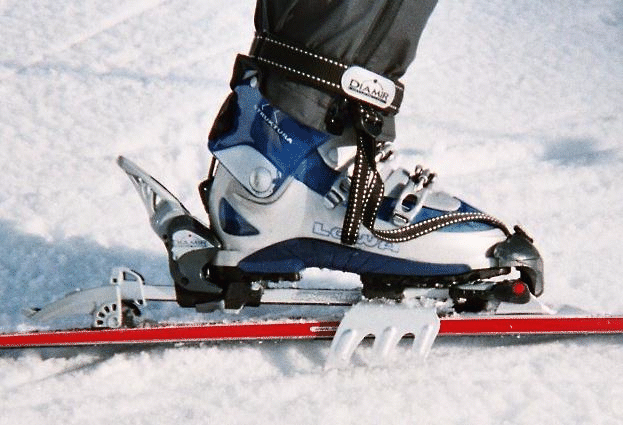
چکمه‌های اسکی و بایندینگ

بایندینگ یا اتصال اسکی وسیله ای است که بوت اسکی را به اسکی متصل می‌کند. به‌طور کلی، بایندیگ کفش اسکی را محکم در جای خود نگه می‌دارد تا به اسکی باز اجازه دهد تا مانور اسکی را به راحتی انجام دهد. با این حال، اگر نیروی وارد شده به بایندیگ از حد خاصی فراتر رود، از جمله در هنگام سقوط یا ضربه، برای جلوگیری از آسیب دیدگی اسکی باز، بایندیگ کفش اسکی را از اسکی آزاد می‌کند. انواع مختلفی از بایندیگ برای انواع مختلف اسکی وجود دارد.

## آلپاین

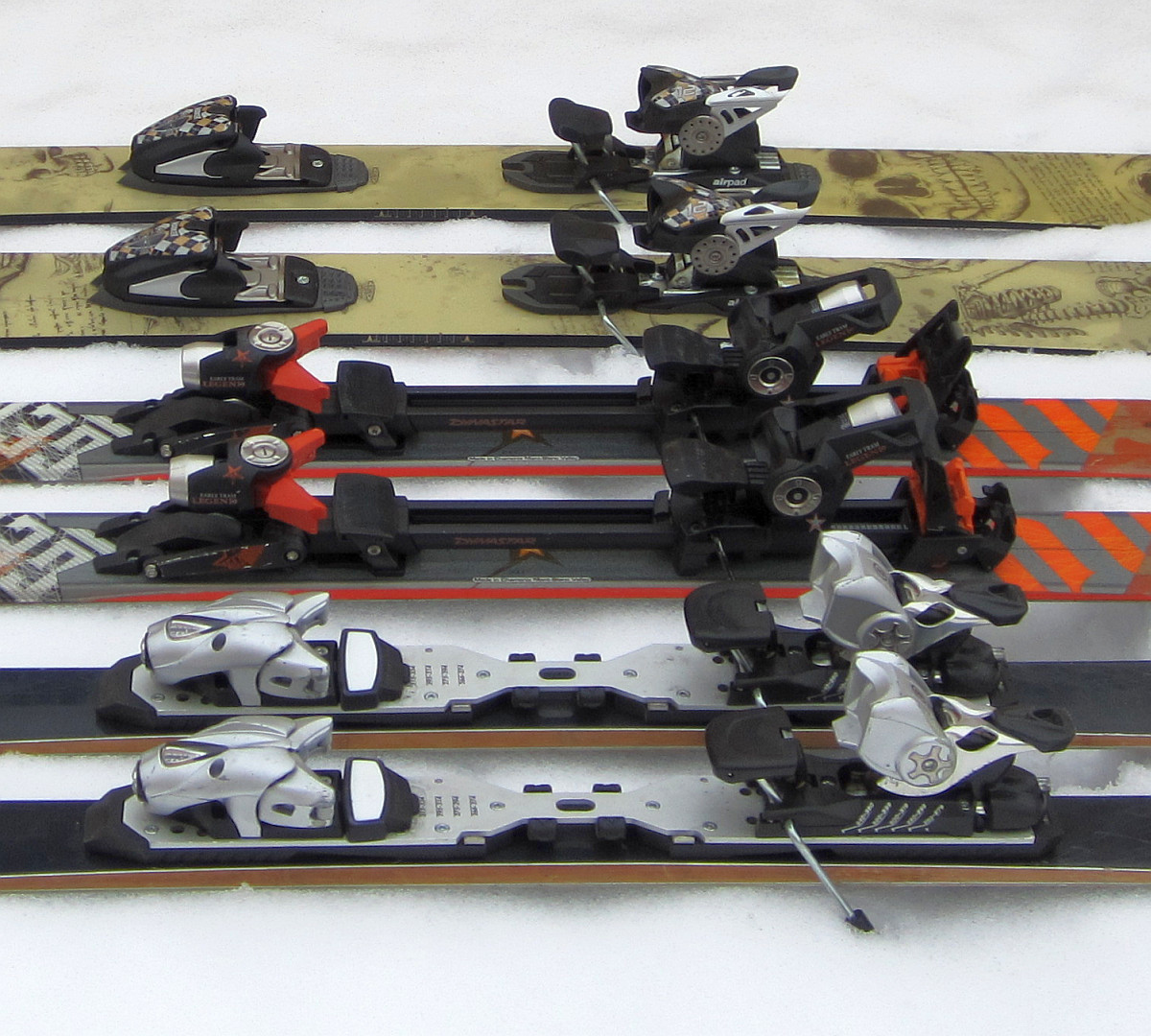
بایندینگ اسکی آلپاین

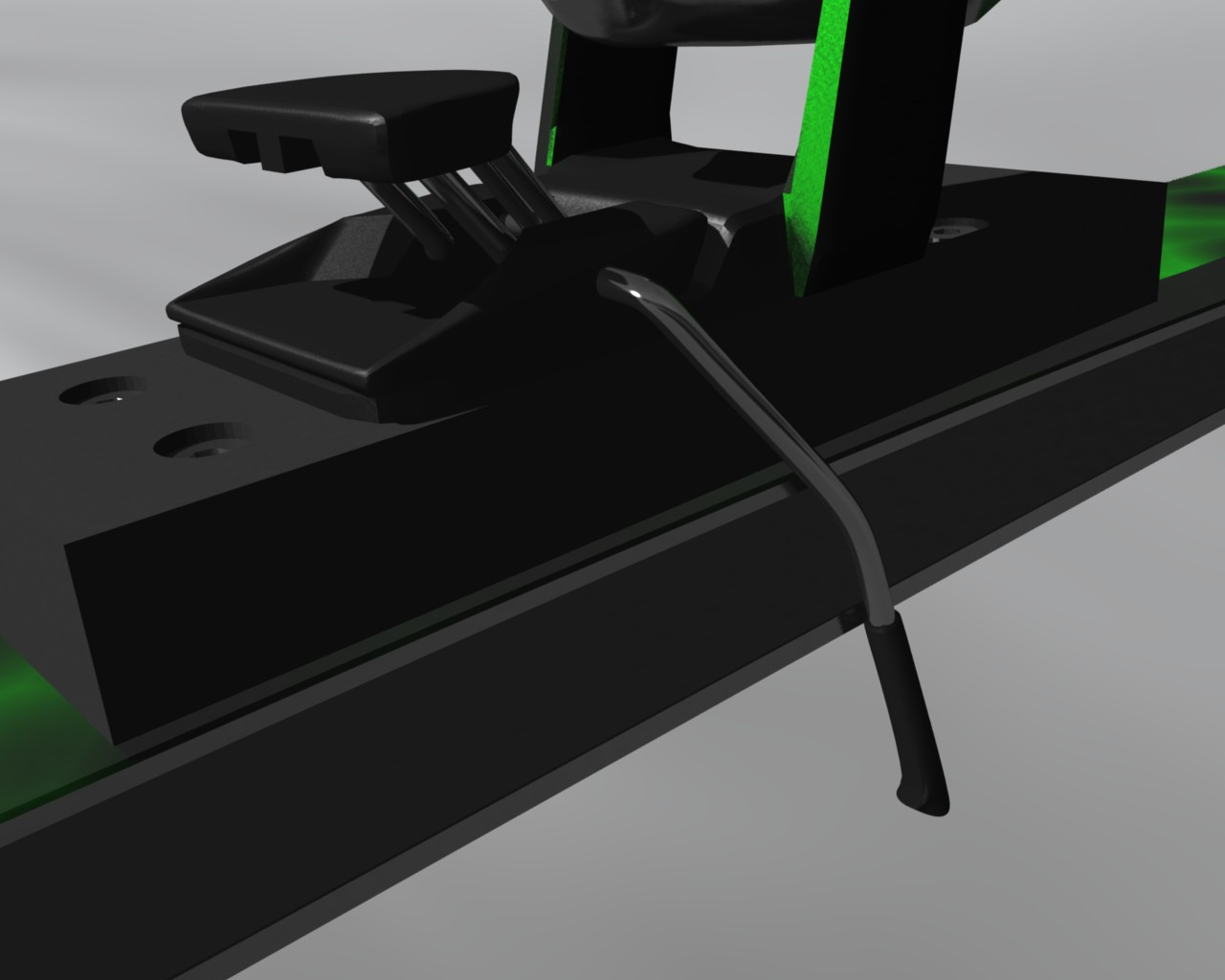
ترمز اسکی در حالت باز (فعال) برای جلوگیری از حرکت اسکی بعد از بازشدن بایندینگ

تمامی بانیدنگ‌های معمول و امروزی اسکی آلپاین، کفش را از پاشنه و پنجه به اسکی متصل می‌کند.
در بانیدنگ‌های معمولی آلپاین، برای کاهش آسیب، در صورت سقوط اسکی باز بوت اسکی از اسکی آزاد می‌شود. به صورتی اگر مقدار گشتاوری بیش از حد تعیین شده به بایندینگ وارد گردد بایندینگ کفش را آزاد می‌کند. این مقدار از گشتاور معمولاً با وزن اسکی باز در هنگام افتادن ایجاد می‌گردد. میزان گشتاور مورد نیاز (ِ که به عدد DIN معروف است)، متناسب با وزن، اندازه پا و استایل و مهارت اسکی باز قابل تنظیم است. بعد از بازشدن بوت از پا، ترمز اسکی فعال شده و مانع از حرکت اسکی بدون اسکی باز به سمت پایین می‌شود.

### آلپاین تورینگ
بایندیگ تورینگ آلپاین به اسکی باز اجازه می‌دهد تا هنگام استفاده از تکنیک‌های اسکی نوردیک و اسکی تورینگ، پاشنه اسکی را از اسکی آزاد کند و هنگام استفاده اسکی برای اسکی آلپاین هم قسمت پاشنه پا و هم پنجه کفش اسکی را در بایندینگ ثابت نگه داشته باشد. بیشتر بایندیگ‌های تورینگ در یکی از این دو گروه ISO قرار دارند:
- ISO 5355: 2005، چکمه‌های سنتی آلپ. در این نوع، محور در قسمت جلویی بایندینگ قرار دارد.
- ISO 9523: 2008، برای چکمه‌هایی که در آن محور در رابط بوت / بایندیگ ایجاد شده‌است.

## نوردیک

### بایندینگ کابلی
بایندینگ کابلی از اواسط قرن بیستم به‌طور گسترده‌ای مورد استفاده قرار گرفت. این بایندینگ از قسمت جلو کفش اسکی را متصل می‌کند و یک کابل قابل تنظیم در اطراف پاشنه کفش را در جای خود محکم می‌کند. در حالی که طراح‌های بایندینگ‌ها متفاوت از هم هستند، تقریبآ تا پیش از سال ۲۰۰۷، تمام مدل‌های اختصاصی Telemark به گونه ای طراحی شده بودند که تنها کفش‌های 75mm Nordic Norm "duckbill" toes در آن‌ها قابل استفاده بود.

### Rottefella روتفلا

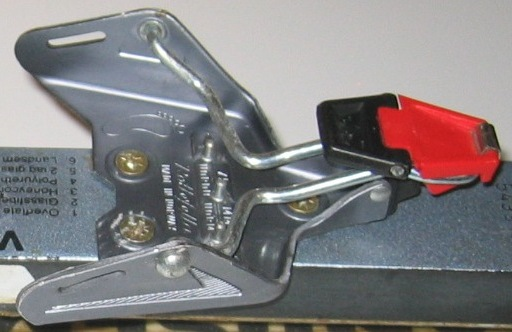
بایندینگ روتفلا برای کراس کانتری

بایندیگ Rottefella در سال ۱۹۲۷ توسط Bror With ساخته شد. این نام در نروژی به معنی «تله موش» است. این بایندینگ همچنین با نام‌های ۷۵ میلی‌متری، نوردیک نرم و ۳ پین نیز معروف است/ پس از پیروزی در المپیک زمستانی سال ۱۹۲۸ در سنت موریتز، این باینیدگ براینزدیک به ۶۰ سال به بایندیگ محبوب و استاندارد اسکی کراس کانتری بدل شد. گرچه امروزه این بایندینگ‌ها دیگر به اندازه گذشته محبوب نیستند، اما هنوز هم برای فروش محدود ساخته می‌شوند. این بایندیگ دارای سه پین کوچک است که به بایندینگ وصل می‌شود. پنجه کقش اسکی دارای سه سوراخ است که پین‌ها وارد آن می‌شوند.

### NNN (نوردیک جدید)

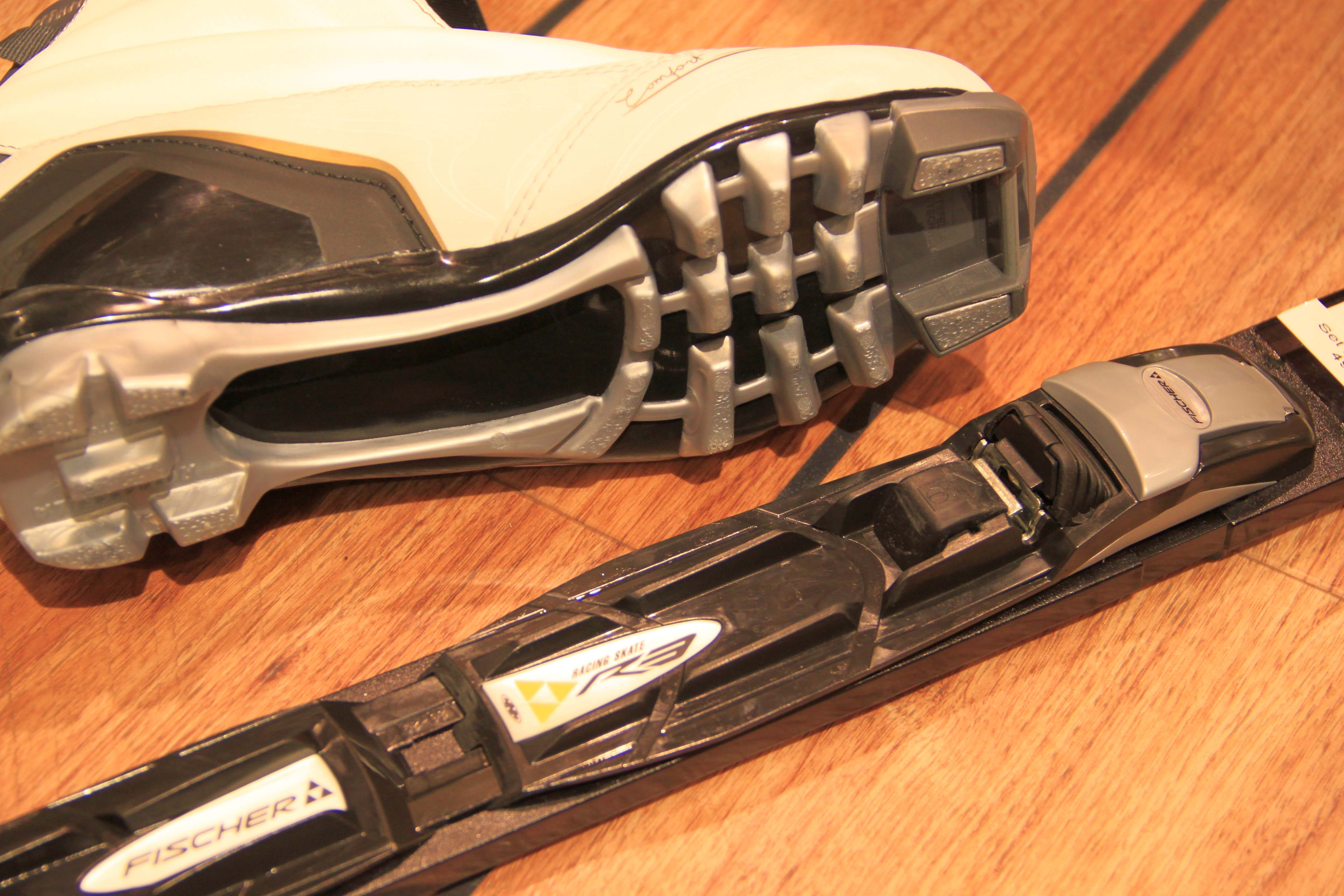
اتصال NNN با شیارهای روی کفش که در بایندینگ فرار می‌گیرد.